# Saulgé
Saulgé este o comună în departamentul Vienne, Franța. În 2014 avea o populație de 1012 de locuitori.

## Comune vecine
| Sillars | Montmorillon          |                   |
| Persac  |                       |                   |
|         | Moulismes & Plaisance | Lathus-Saint-Rémy |